# Исак Абрабанел
Исак бен Йехуда Абрабанел (на иврит: דון יצחק בן יהודה אַבְּרַבַנְאֵל) е португалски еврейски философ, финансист и общественик.
Роден е през 1437 година в Лисабон. Произлиза от известния и богат сефарадски род Абраванел.
Автор на философски и богословски трудове, Абрабанел развива активна търговска и финансова дейност, като за продължителни периоди е на служба при кралете на Португалия, Кастилия и Неапол. Възползвайки се от връзките си с кастилския двор, полага големи усилия, за да предотврати изгонването на евреите от Испания (започнат с т.нар. Алхамбрайски декрет) и изразходва за тази цел значителни лични средства.

## Идеи
Абрабанел се занимава с въпросите на Сътворението, пророчествата, теодицеята, които са характерни за средновековния юдаизъм. Критикува Маймонид, като написва специална книга за това – „Ръководство за объркания, формулирана в Рош Амана“ (1505). Приема, и в това е критиката му към Маймонид, че знанието на пророците по своята същност е чудотворно и сътворено от Бог, а не е научно, както Маймонид приема.
Исак бен Абрабанел умира през 1508 година във Венеция.